# Donato Giuseppe Frisoni

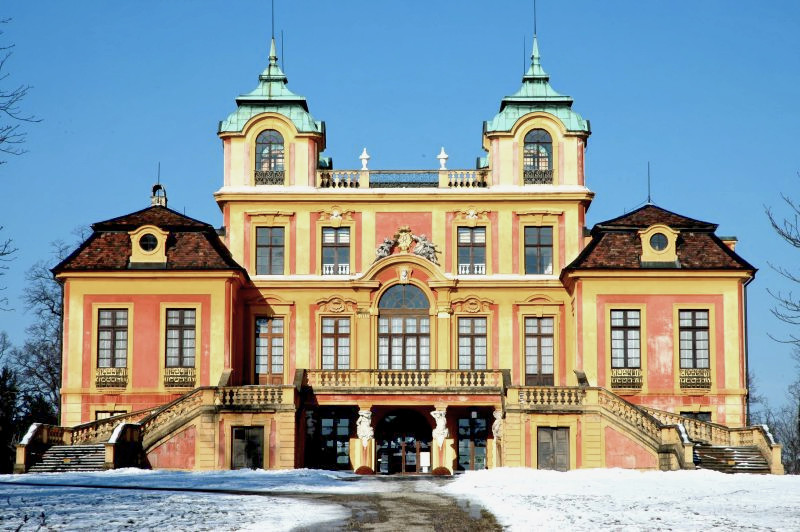
Ludwigsburg

Donato Giuseppe Frisoni (Itália, Laino, 1683 – Németország, Ludwigsburg, 1735. november 29.) olasz építész.

## Életrajza
Donato Giuseppe Frisoni az itáliai Como közelében fekvő Laino-ban született 1683-ban.
A rokokó időszakban főleg Észak-Olaszországban, Dél-Németország, és Csehországban dolgozott.  Ő volt pártfogoltja Johann Friedrich Nette (1672, † december 9, 1714 Nancy) német építésznek a Ludwigsburg palota munkálatainál és ő hozta létre a Ludwigsburgi épületegyüttest és 1717-1718-ban részt vett a Weingarten-i apátsági templom újjáépítésében is.
Munkája nagy jelentőségű volt a 18. századi német építészetben.
Németországban, Ludwigsburgban érte a halál 1735-ben.